# ورت (فرانسه)
ورت (به فرانسوی: Wœrth) یک کمون در فرانسه است که در Canton of Wœrth واقع شده‌است. ورت ۶٫۴۷ کیلومتر مربع مساحت و ۱٬۷۴۰ نفر جمعیت دارد و ۱۷۰ متر بالاتر از سطح دریا واقع شده‌است.